# Fürstentum Rjasan

Das Symbol von Rjasan

Russische Fürstentümer 1237

Das Fürstentum Rjasan (russisch Рязанское княжество) war von 1129 bis 1521 ein russisches Teilfürstentum. Es befand sich südlich vom Fürstentum Wladimir-Susdal an der Grenze zur Steppe. Seine Hauptstadt war bis zur Mongoleninvasion Alt-Rjasan und wurde nach dessen Zerstörung in die Stadt Perejaslawl-Rjasanski verlegt, die heute als Rjasan bekannt ist.

## Geschichte
Das Fürstentum Rjasan löste sich 1129 im Zuge der fortschreitenden Zersplitterung der Rus (siehe Senioratsprinzip) aus dem Fürstentum Murom-Rjasan heraus. Rjasan erklärte sich auch unabhängig von den Großfürsten von Wladimir und führte in der Folge mehrere Kriege gegen benachbarte Fürstentümer. Ein Streit wegen der alten Rjasaner Stadt Kolomna führte zu großen Spannungen mit Wladimir. 1176 begann der Krieg zwischen den Rjasaner Fürsten und dem Großfürsten Wsewolod III. Die Rjasan-Fürsten waren militärisch unterlegen. So wurde Rjasan und die Vorstädte von den Truppen Wsewolods 1180 besetzt und gebrandschatzt. Die Beamten der Fürsten von Rjasan wurden gefangen genommen und nach Wladimir und Susdal verschleppt. Damit wurde die religiöse Unabhängigkeit des Fürstentums Rjasan für ungültig erklärt. Krieg und Verwüstung überzogen Rjasan. Erst 1212 schlossen beide Mächte Frieden. Am Anfang des 13. Jahrhunderts begann eine kurze Blütezeit für das Rjasaner Fürstentum. Seine Hauptstadt Rjasan zählte damals ca. 15.000 Einwohner, Perejaslawl-Rjasanski hatte vermutlich etwa 2000 Einwohner.

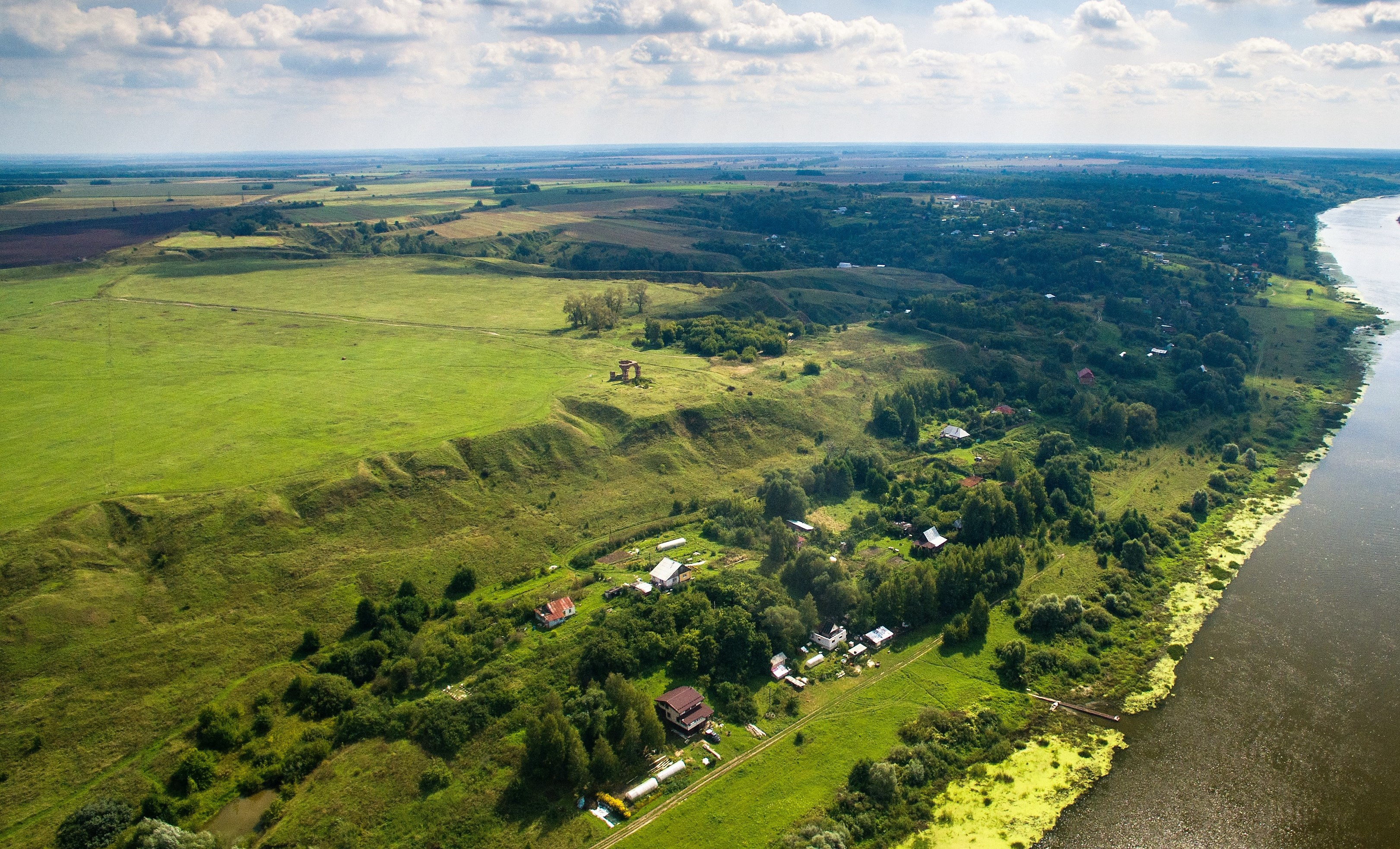
Die Wallburg von Alt-Rjasan

Während der mongolischen Invasion 1237 war es das erste größere Fürstentum das verwüstet wurde. Die ehemalige Hauptstadt hat sich nach ihrer Zerstörung nie wieder erholt, ihre Reste an der Oka heißen heute Alt-Rjasan. Die Hauptstadtfunktionen gingen an die flussaufwärts liegende Stadt Perejaslawl-Rjasanski über, die im 18. Jahrhundert in Rjasan umbenannt wurde.
Das Fürstentum Rjasan war für die Mongolen einer der abhängigen russischen Splitterstaaten, die sie aktiv gegeneinander ausspielten. Es lag zur Steppe und schützte die Rus vor Überfällen der Mongolen bzw. Tataren. Zeitweise war es ein ernsthafter Konkurrent des Großfürstentums Moskau um die Führungsrolle in der nordöstlichen Rus. So führte der Rjasan-Fürst Oleg Iwanowitsch (1340–1402) einen Feldzug gegen den noch in der Horde weilenden Iwan II. Er schlug die Truppen Moskaus und nahm den Moskauer Großfürsten gefangen. Unter Olegs Herrschaft wurden die Grenzen des Fürstentums auf Kosten Moskaus bis ins Meschtschora-Gebiet ausgedehnt und die Fürsten von Jelez, Murom, Koselsk und Pronsk in Dienst genommen. Um den Einfluss Rjasans zu brechen, schrieb der Moskauer Großfürst Fürst Oleg Kontakte mit dem Großfürstentum Litauen zu, um diesen in die Isolation zu treiben. Am Vorabend der Schlacht von Kulikowo war der Rjasaner Fürst Oleg Iwanowitsch nicht mit der Koalition der Russen, sondern mit der Goldenen Horde verbündet, da er befürchtete, dass sein Fürstentum in dieser Auseinandersetzung als erstes den Verwüstungen der Tataren erliegen würde. Er nahm jedoch nicht aktiv an der Schlacht teil.
Das Fürstentum Rjasan war nicht dauerhaft in der Lage, gleichzeitig den Kampf gegen die äußeren Feinde (darunter auch das Großfürstentum Litauen) durchzustehen und den wachsenden Forderungen Moskaus standzuhalten, auf dessen Hilfe es mehr und mehr angewiesen war. Als der Rjasaner Fürst Iwan Fjodorowitsch 1456 starb, stellte er seinen unmündigen Sohn Wassili unter die Vormundschaft der Moskauer Großfürsten. Der letzte Fürst von Rjasan wurde von Wassili III. 1516 ins Gefängnis geworfen, da er geheime Beziehungen mit dem Krimtataren-Khan Mehmed I. Giray unterhalten hatte. Sein Sohn floh daraufhin nach Litauen. 1521 wurde Rjasan vom Moskauer Staat als letztes russisches Teilfürstentum endgültig annektiert.